# ГЕС Арроу-Лейк
ГЕС Арроу-Лейк — гідроелектростанція на південному заході Канади у провінції Британська Колумбія. Знаходячись між ГЕС Ревелсток (вище за течією) та ГЕС Гранд-Кулі (США), входить до складу каскаду на річці Колумбія, яка починається у Канаді та має устя на узбережжі Тихого океану на межі штатів Вашингтон та Орегон.
У 1967 році річку після природного озера Ловер-Арроу-Лейк перекрили бетонною греблею Hugh Keenleyside висотою 58 метрів та довжиною 869 метрів. Вона утворила витягнуте по долині на 240 км водосховище з площею поверхні 527 км2 (площа поглинутих природних озер — включаючи також Аппер-Арроу-Лейк — становила 393 км2) та корисним об'ємом 8,8 млрд м3, що забезпечується коливанням рівня між позначками 420 та 441 метр НРМ.
Гребля тривалий час не була безпосередньо залучена до виробітку електроенергії, допоки у 2002 році тут не облаштували машинний зал. Хоча останній розташований поруч із греблею, ресурс для нього відбирається зі сховища дещо вище та подається по лівобережжю за допомогою каналу завдовжки 1,4 км. Основне обладнання станції становлять дві турбіни типу Каплан потужністю по 92,5 МВт, які при напорі у 24 метри повинні гарантувати виробництво 772 млн кВт-год електроенергії на рік.
Проект гідроелектростанції реалізували на паритетних засадах Columbia Power Corporation та Columbia Basin Trust.